# هیل (داکوتای شمالی)
هیل(به انگلیسی: Heil) شهری در ایالت داکوتای شمالی کشور ایالات متحده آمریکا است که جمعیت آن در سرشماری سال ۲۰۱۰ میلادی، ۱۵ نفر بوده‌است.